# 모리슨호 사건

미국 상선 모리슨 호

모리슨 호 사건(일본어: モリソン号事件, Morrison Incident)은 1837년(덴포 8년) 일본인 표류민(오토키치 등 7 명)을 태운 미국 상선 모리슨 호를 일본 측 포대가 포격한 사건이다.

## 개요
가고시마 만, 우라가 앞바다에 나타난 미국의 상선 ‘모리슨 호’(Morrison)에 대해 사쓰마번 우라가 봉행이 〈이국선 타격령〉에 따라 포격을 했다. (에도 만에 포격을 명령받은 것은 오다와라 번 그리고 가와고에 번이다.)
그러나 이 모리슨 호에는 마카오에서 보호하고 있던 일본인 표류민 오토키치, 쇼조, 주사부로 등 7명이 타고 있으며, 모리슨 호는 이 일본인 표류민 송환과 통상, 포교를 위해 내항했던 것이 1년 후에 나타나 이국선 타격령에 대한 비판이 강해졌다.
또한 모리슨 호는 비무장이었으며, 당시는 영국 군함으로 오인하고 있었다. 1808년 나가사키에서 영국 군함이 일으킨 ‘페이튼 호 사건’ 이후 이국선 타격령이 제정되어 있었다.
나중에 《신기론》(慎機論)을 저술한 와타나베 카잔, 《무진몽물어》(戊戌夢物語, 무진년 꿈 같은 얘기)를 저술한 타카노 초에이 등이 막부의 대외 정책을 비판한 혐의로 체포되는 ‘반샤의 옥’이 일어난다.

## 같이 보기
- 이국선 타격령
- 반샤의 옥

## 참고 문헌
- 田中弘之　『「蛮社の獄」のすべて』 (吉川弘文館, 2011년)